# William Stirling
Pour les articles homonymes, voir Stirling.
William Stirling-Maxwell of Pollock (Kenmure, 8 mars 1818 – 15 janvier 1878) est un historien de l'art, homme politique, collectionneur bibliophile et hispaniste écossais.

## Biographie
Il étudia au Trinity College de l'Université de Cambridge, obtint le BA en 1839 et le MA en 1843. Il voyagea en Espagne et au Levant, collabora avec les journaux Fraser's Magazine et l'Examiner. Il fut membre du parlement pour le Perthshire de 1852 a 1858 puis de 1874 à 1878. Il forma part de a commission des universités d’Édimbourg en 1872. Il succéda au baron Maxwell en Nouvelle-Écosse en 1865, prenant le nom supplémentaire de Maxwell. Il devint chancelier de l'université de Glasgow en 1865, et reçut un titre honorifique de l'université d'Oxford la même année. Il participa au Sénat de l'université de Londres et au patronage de la National Gallery. En mars 1877 il se maria avec Caroline Norton, nièce du dramaturge irlandais Richard Brinsley Sheridan. Elle mourut trois mois plus tard. C'était un grand amateur d'équitation et un ardent bibliographe et collectionneur d'art.
Il écrivit des Annals of the Artists of Spain. Comme historien de l'art, lors de ses premières visites en Espagne, il laissa de côté son romantisme initial et nia le mythe orientaliste de l'Espagne qu'avaient décrété d'autres hispanistes britanniques comme Richard Ford, avec qui il fut cependant ami et qui l'aida dans les dernières étapes de préparation de ces annales. Il fit entrer dans sa collection diverses toiles de peintres alors modernes comme Goya et Valentín Carderera ; il acquit ces toiles non seulement pour leurs mérites artistiques mais aussi pour leurs valeurs historique, comme le Portrait de Philippe IV de Juan Martínez de Gradilla (es).
Stirling composa l'une des plus grandes collections d'art espagnol hors d'Espagne. On y compte des toiles majeures de Zurbarán et du Greco, comme La Dame à l'éventail. À sa mort, il céda une partie de cette collection à la ville de Glasgow qui l'expose dans son ancienne résidence de Pollock House. Enfin, il écrivit la première grande étude sur Diego Velázquez en 1855.

## Œuvre
- The Works of Sir William Stirling Maxwell, Bt, 6 vols., London, 1891. contient une édition révisée en quatre volumes de ses Annals of the Artists of Spain, 3 vols., London, 1848; une réimpression dans le vol. V de The Cloister Life of the Emperor Charles the Fifth, London, 1852 y Miscellaneous Essays and Addresses en le vol. VI.
- The Procession of Pope Clement VII and Emperor Charles V, Edmonston & Douglas, 1875, il reproduisit la gravure du couronnement de Charles Quint comme empereur, célébrée à Bologne par le Pape Clément VII en 1530 et gravée à l'eau forte par Hogenberg. Il réalisa une étude détaillée des différentes impressions de ces spectaculaires gravures.